# Вікторово (гміна Любранець)
Вікторово (пол. Wiktorowo) — село в Польщі, у гміні Любранець Влоцлавського повіту Куявсько-Поморського воєводства.
Населення — 161 особа (2011).
У 1975-1998 роках село належало до Влоцлавського воєводства.

## Демографія
Демографічна структура станом на 31 березня 2011 року:
|          | Загалом | Допрацездатний вік | Працездатний вік | Постпрацездатний вік |
| -------- | ------- | ------------------ | ---------------- | -------------------- |
| Чоловіки | 82      | 17                 | 54               | 11                   |
| Жінки    | 79      | 20                 | 36               | 23                   |
| Разом    | 161     | 37                 | 90               | 34                   |